# Centropogon eilersii
Centropogon eilersii là loài thực vật có hoa trong họ Hoa chuông. Loài này được Lammers & M.O.Dillon mô tả khoa học đầu tiên năm 2002.